# Ouled Khalouf
Ouled Khalouf (în arabă أولاد خلوف) este o comună din provincia Mila, Algeria.
Populația comunei este de 11.396 de locuitori (2008).